# Jeep DJ
Jeep DJ (также известный как Dispatcher) — заднеприводной вариант Jeep CJ. Выпускался с 1955 по 1984 год.

## DJ-3A
DJ-3A был представлен в 1955 году. Он был недорогим, потому что в нём применялись существующие инструменты и технологии Jeep. В то время это был самый дешёвый серийный автомобиль, который продавался в США. Базовая цена составляла 1284 доллара США (эквивалент 14400 долларов в 2023 году). Автомобиль имел кузов CJ-3A и двигатель L-134. В отличие от CJ-3A, DJ-3A поставлялся либо с рулевой колонкой, либо с напольным рычагом переключения передач для трёхступенчатой механической трансмиссии Borg-Warner T-96.
Jeep DJ-3A имел множество различных вариантов кузова, включая мягкую крышу, металлическую крышу или полноценный кузов фургона со сдвижными дверями. Маркетинг был сосредоточен на том, что он «идеально подходит для экономичных доставок» и «для беззаботных деловых и развлекательных перевозок». Одна из моделей представляла собой почтовое транспортное средство с местом водителя с правой стороны для доставки почтового ящика.
В начале 1959 года на экспортных рынках компания Willys представила Jeep Gala. Эта модель завоевала популярность в качестве «весёлого автомобиля» на курортах Гавайев, Мексики и островов в Карибском море. Автомобиль окрашивался в розовую, зелёную или синюю окраску и был отделан полосатым тканевым верхом белого цвета и цветов, которые соответствовали кузову, а также декоративной белой бахромой.

Осенью 1959 года на рынке США была представлена аналогичная модель под названием Jeep Surrey. Основными целевыми рынками были курортные отели и центры отдыха. Также Jeep DJ являлся недорогим арендным автомобилем для своих гостей. Surrey поставлялся со стандартным полосатым тканевым верхом, а также с подходящим тканевым чехлом для того, что рекламировалось как «крепление для шин Continental».

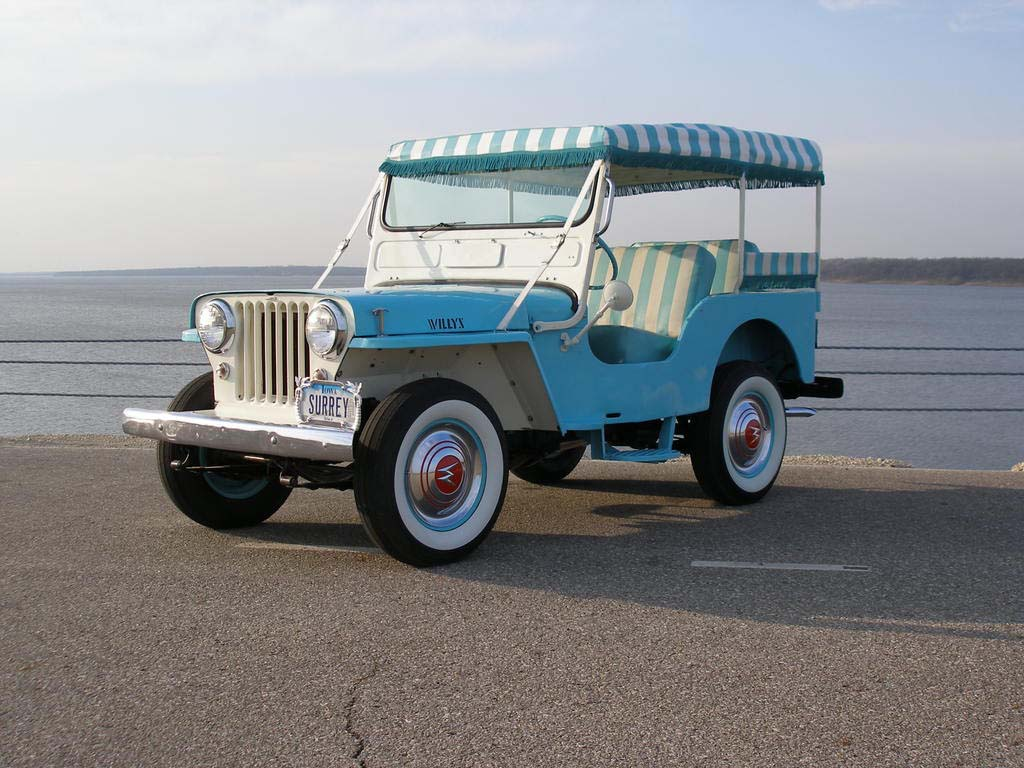
1964 DJ-3A Surrey
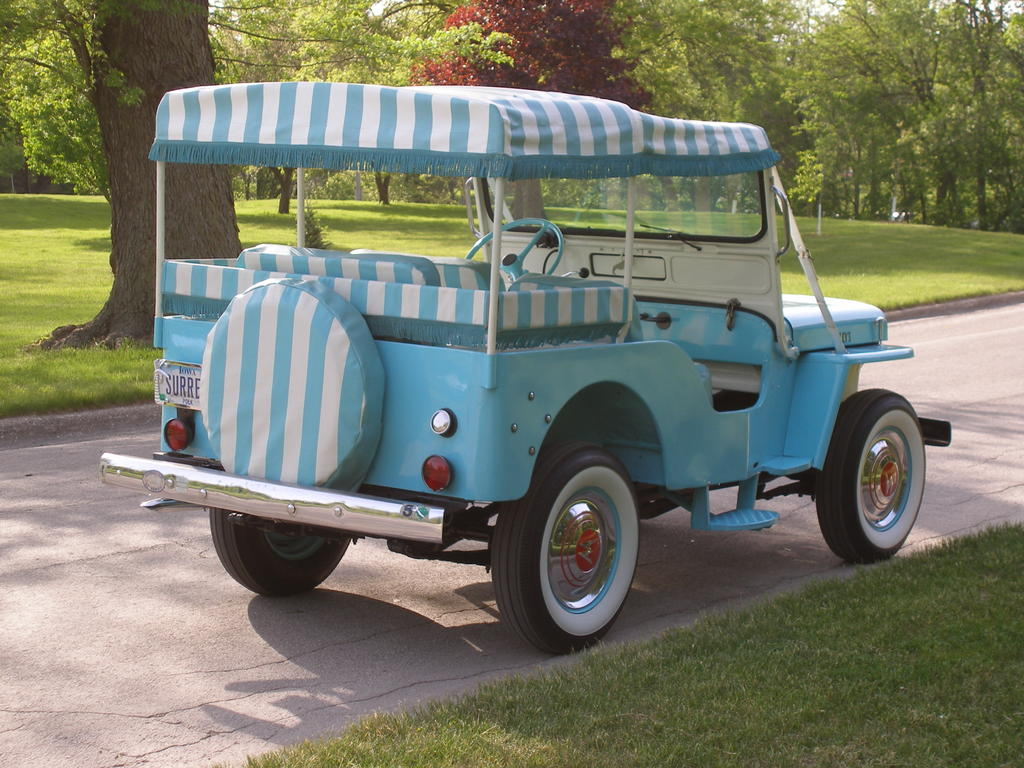
1964 DJ-3A Surrey
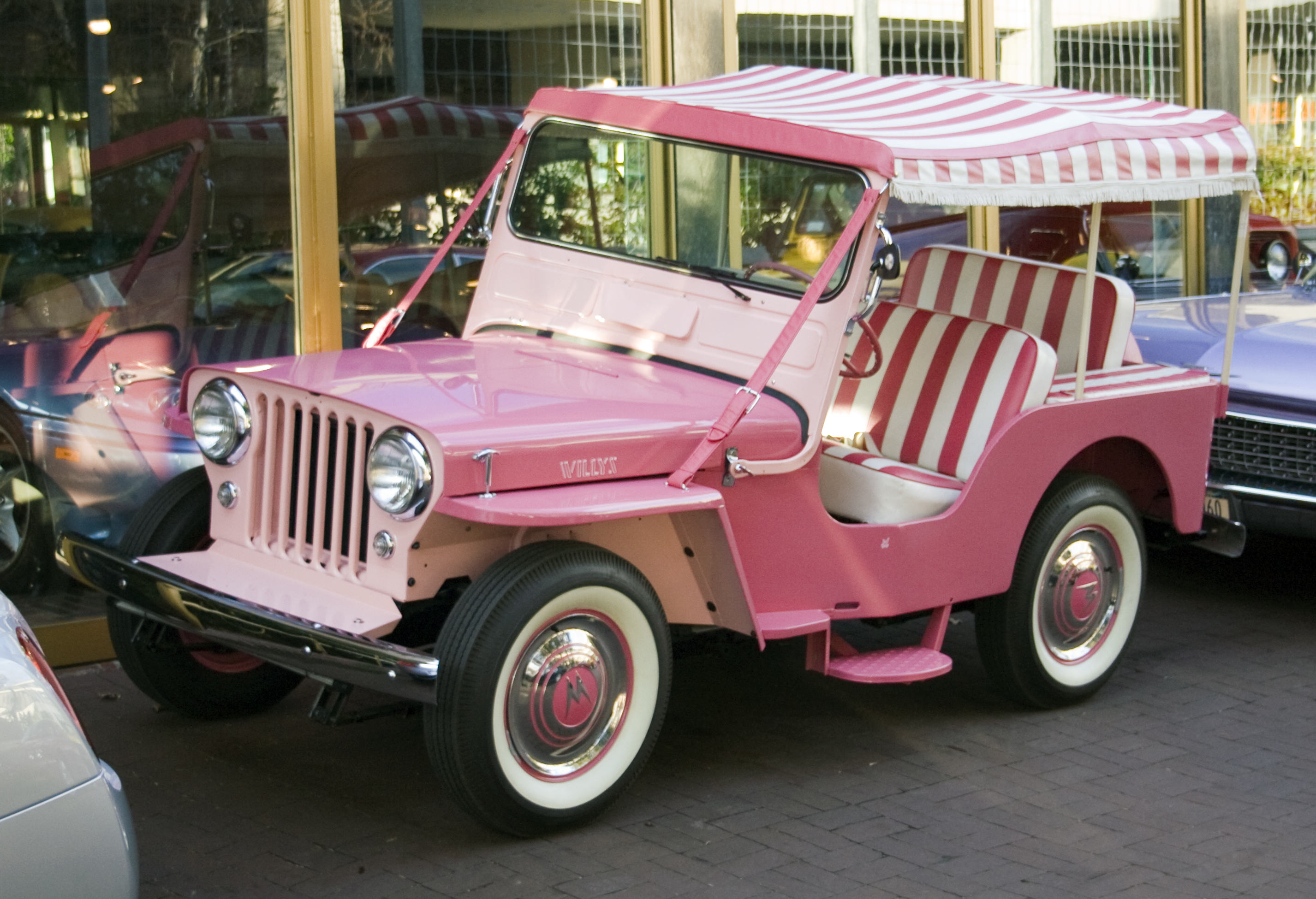
1964 DJ-3A Surrey
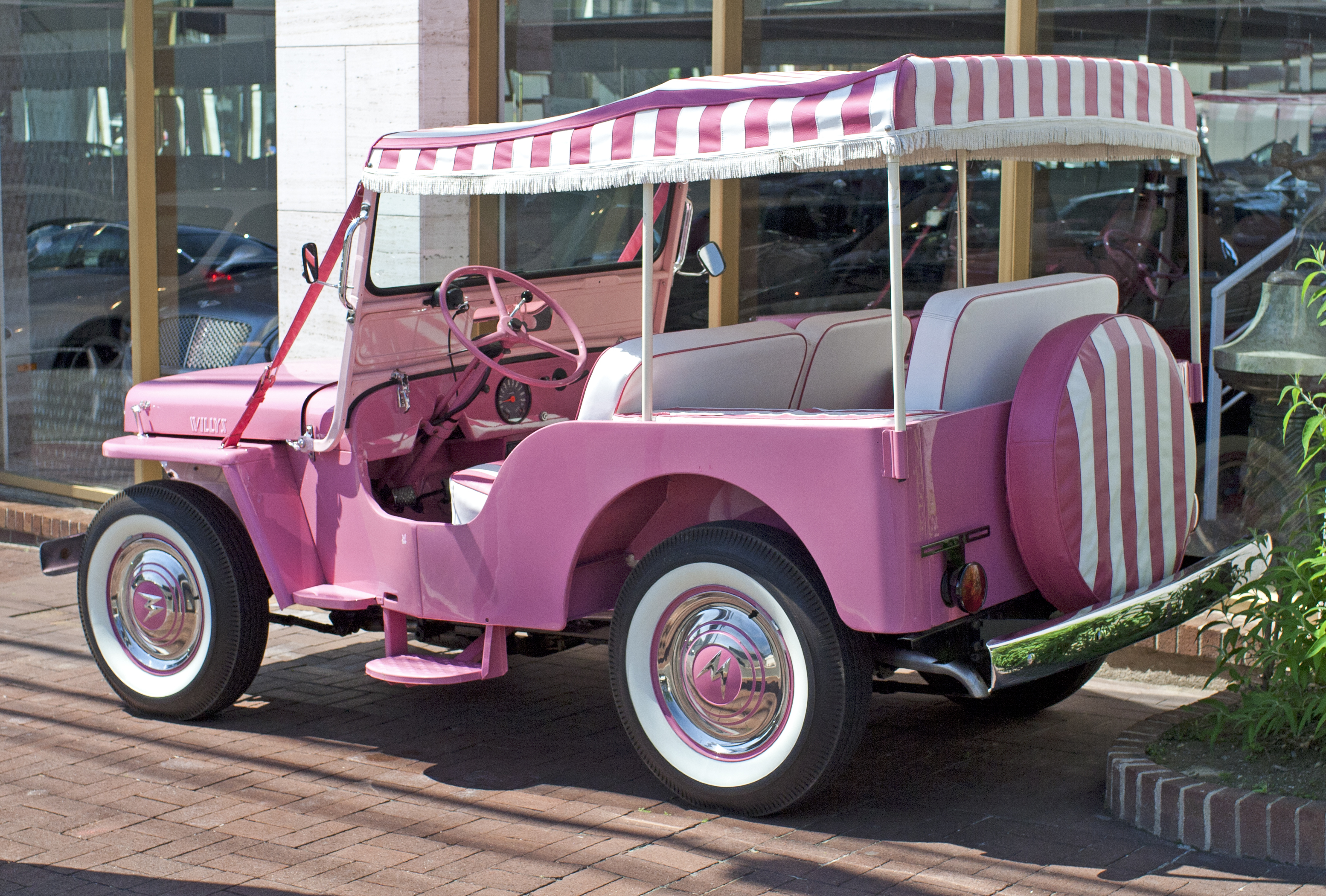
1964 DJ-3A Surrey

## DJ-5 и DJ-6
В 1965 году на смену DJ-3A пришёл праворульный DJ-5 Dispatcher 100. Он был основан на CJ-5. В нём применялись двигатели Hurricane и Dauntless. Модель DJ-6 с колёсной базой 508 мм выпускалась с 1965 по 1973 год параллельно с CJ-6.

## DJ-5A через DJ-5M

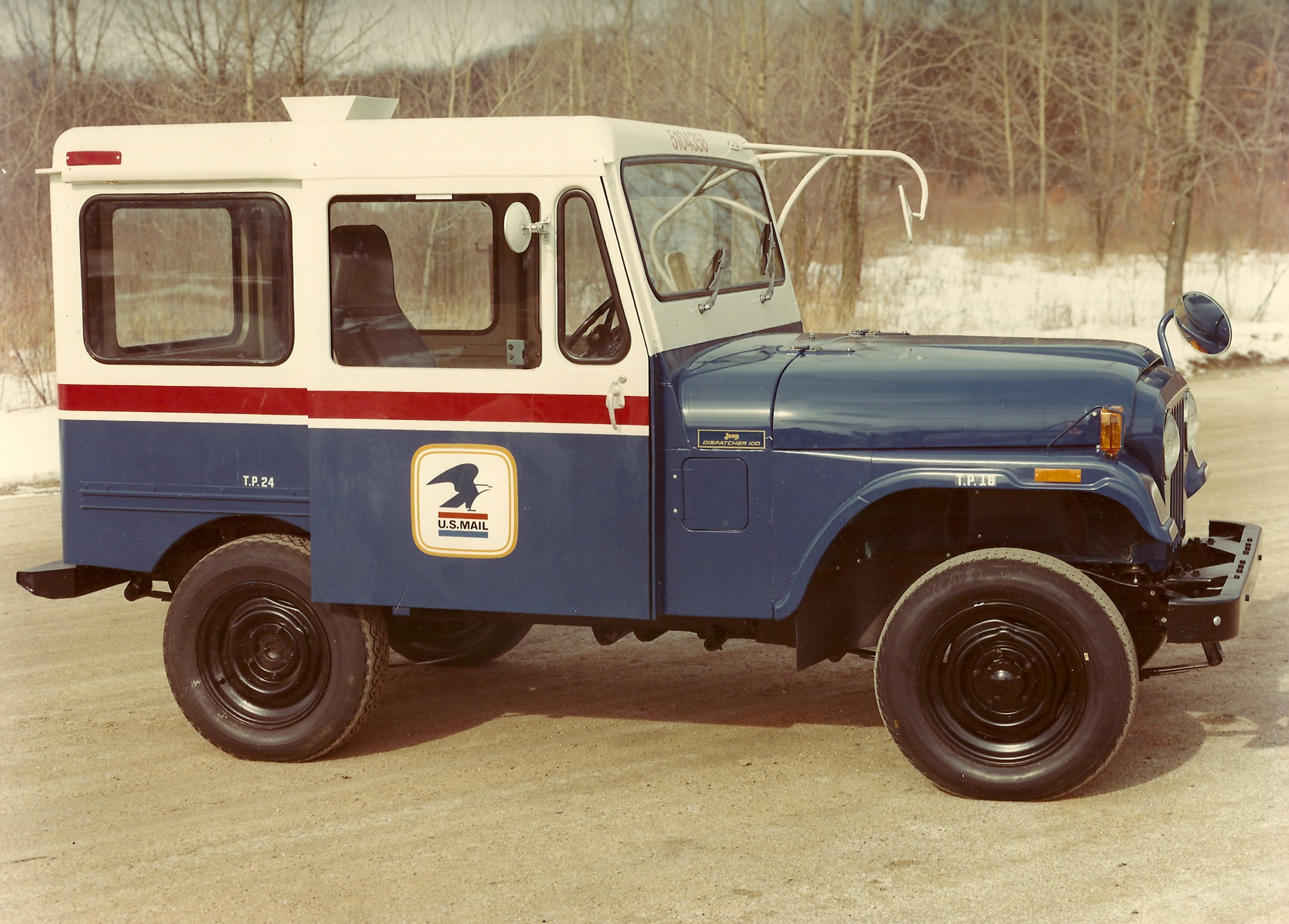
Jeep DJ-5 в красно-бело-синей ливрее (1954—1979)

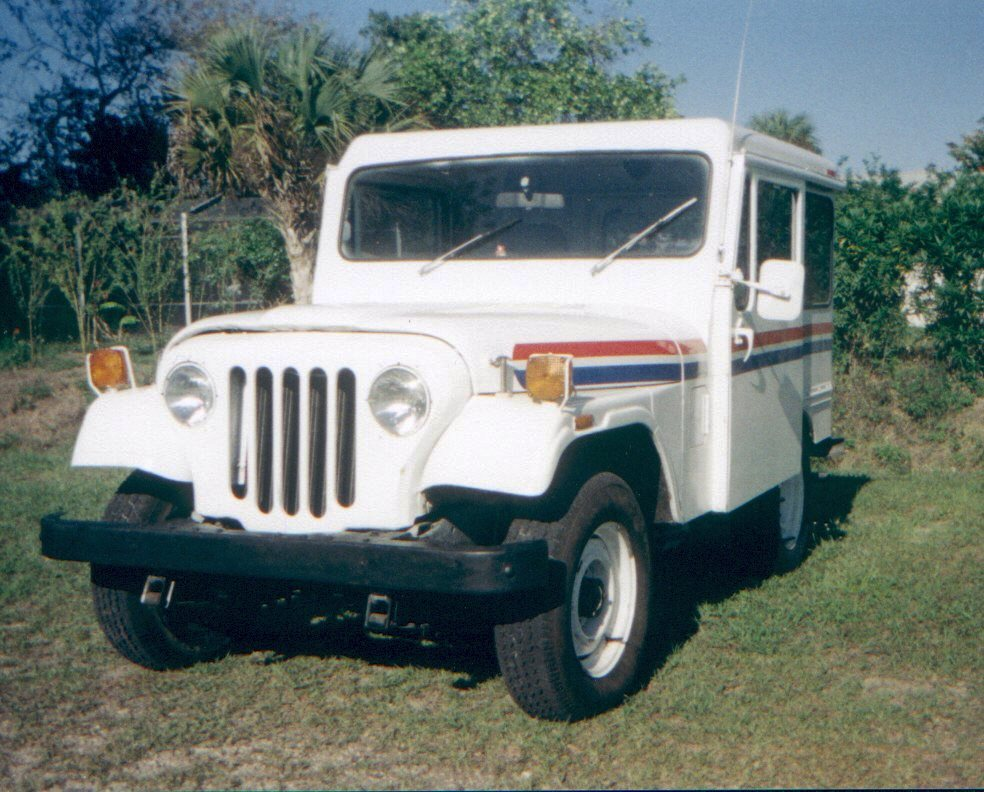
DJ-5 в белой цветовой гамме (с 1979 года)

С 1953 года в почтовой службе США эксплуатировались джипы Willis, Cushman Mailmaster и грузовики для сидячих мест для автомобилизации более половины пригородных жилых маршрутов к 1969 году. В 1968 году почтовая служба провела конкурс по выбору лёгкого автомобиля для доставки, оценивая Ford Bronco, International Scout и Jeep Dispatcher 100 (DJ-5). Почтовая служба США выбрала Jeep Dispatcher. Первые агрегаты были доставлены на север США на смену трёхколёсным «Мейлстерам», которые были слишком маленькими и слабыми, чтобы маневрировать в зимнем снегу и льду. Джипы стали широко распространяться почтовой службой в 1970-х и 1980-х годах.
Модели DJ-5, выпущенные для почтового ведомства США, представляли собой рудиментарные транспортные средства для нужд почтальонов с автоматической трансмиссией, закрытой металлической кабиной с раздвижными дверями, сортировочным столом, который перевозчики использовали для обработки почты по маршруту, и правым рулём для быстрой доставки к почтовым ящикам без возможности покидания места водителя.
Праворульные Jeep DJ почтовой службы поставлялись без гидроусилителя руля и были выпущены с более лёгкой и менее прочной конструкцией, чем у стандартного Jeep. Эти изменения включали использование С-образных направляющих рамы (в отличие от коробчатых рельсов CJ-5), и хотя взаимозаменяемый капот имел точные размеры с CJ, он не имел усиленной конструкции оригинала. В стандартной комплектации имелись только водительское сиденье и лоток для писем. Снаряжённая масса уменьшена в сочетании с другими листовыми рессорами по сравнению с другими моделями, что позволяло перевозить больший вес груза за водителем.
Металлические боковые двери были спроектированы так, чтобы их можно было открывать и закрывать. Они также могут быть заперты во время движения. Двери поддерживались шарикоподшипниками, которые проходили в канале прямо под водосточной канавой, а пластиковый фиксатор проходил в небольшом канале вдоль корпуса. Изношенный, повреждённый или утерянный фиксатор позволяет дверям развернуться наружу, не зацепляет резиновый упор на заднем бампере и полностью соскальзывает с канала (и автомобиля). Одна откидная задняя дверь обеспечивала доступ к грузовому отсеку от пола до нижней части жёсткого верха.
Во время производства автомобиль оснащался разными двигателями. Производство DJ завершилось в 1984 году, когда был выпущен DJ-5M с рядным четырёхцилиндровым двигателем AMC объёмом 2,5 л (150 кубических дюймов).

Поскольку Jeep DJ служит уже много десятилетий, почтовая служба разработала список характеристик идеальной почтовой доставки, а не выбрала существующее транспортное средство.

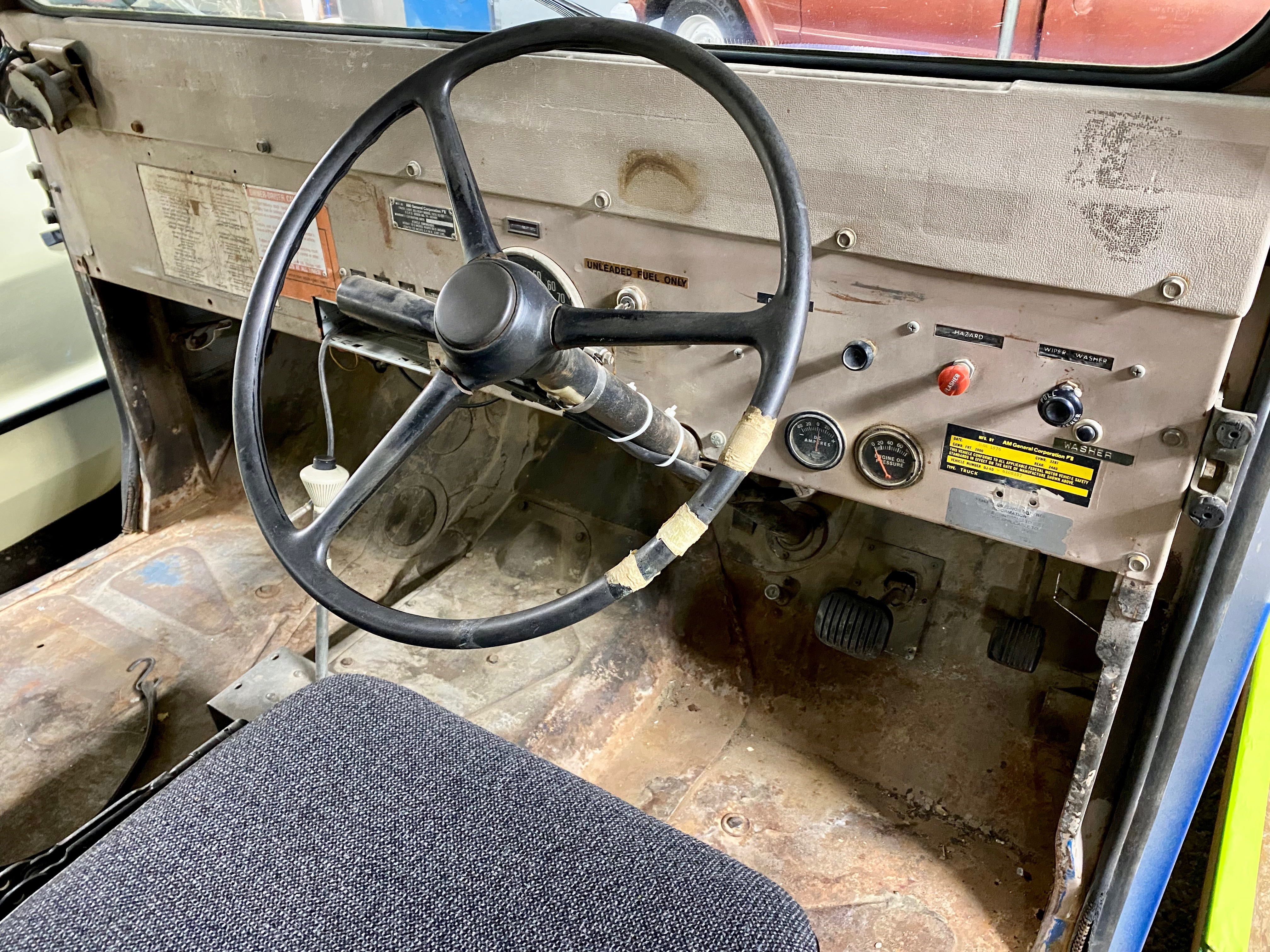
Приборная панель и интерьер 1976 DJ-5D
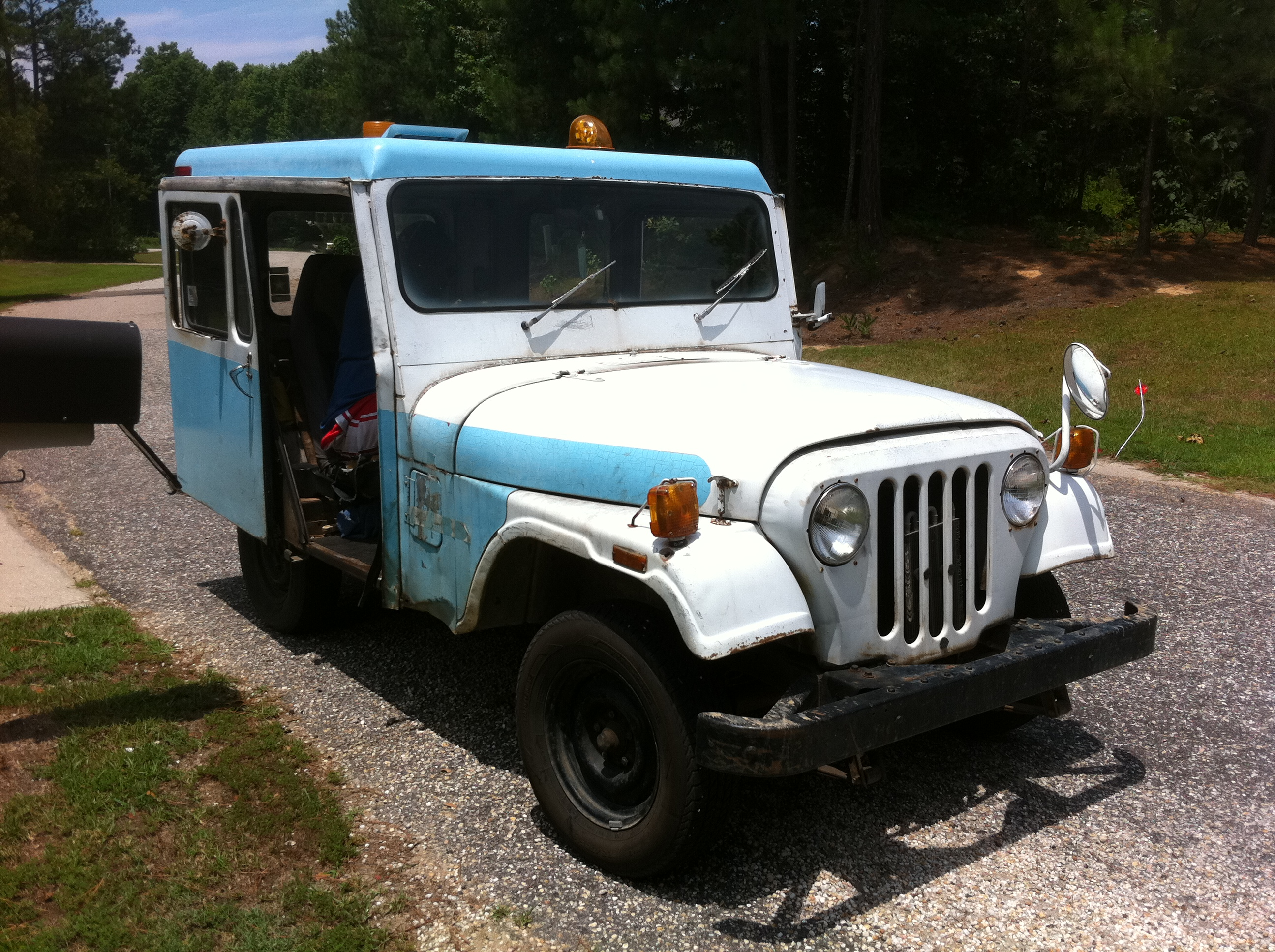
DJ-5 с удлинённой радиаторной решёткой
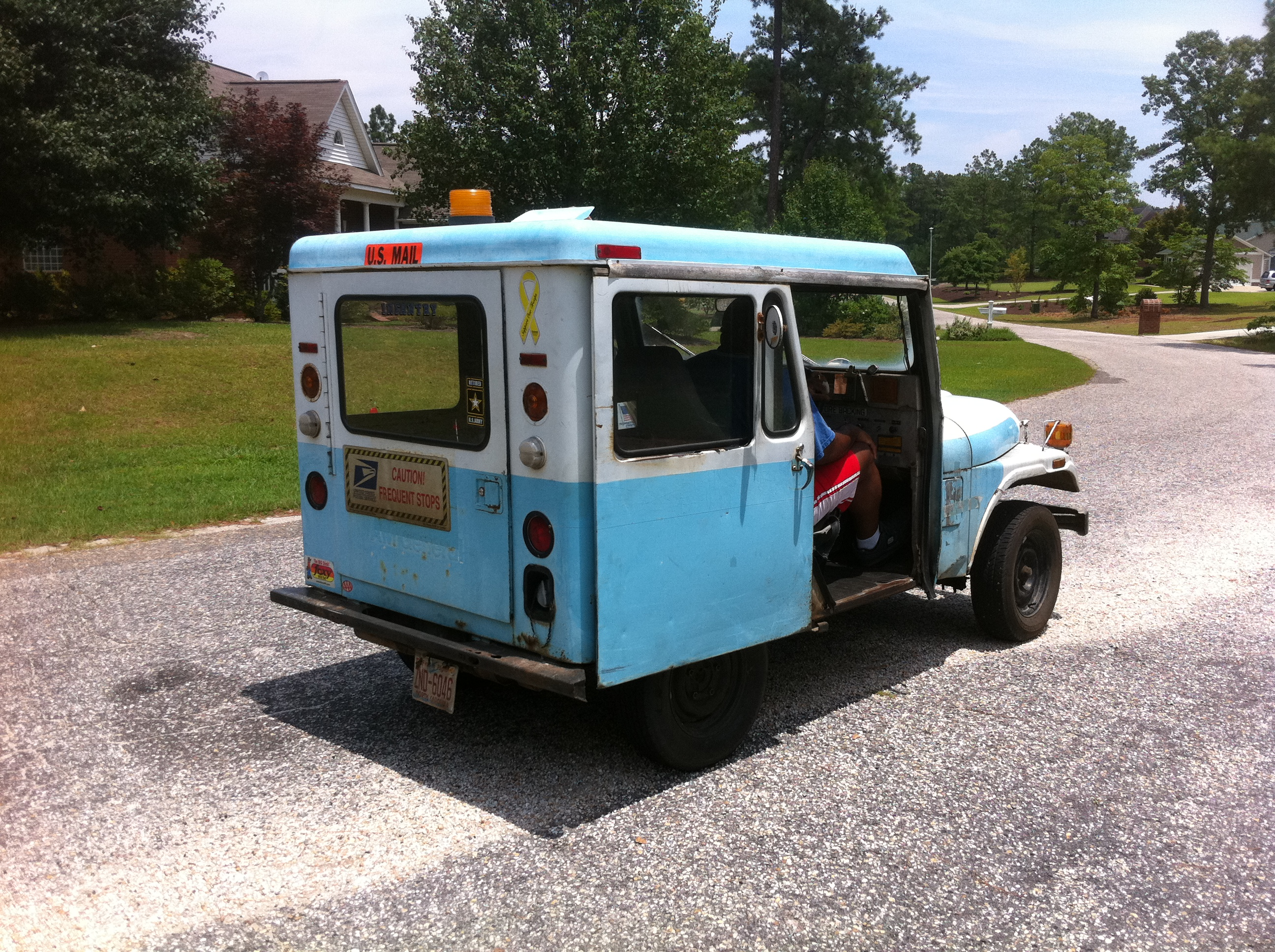
DJ-5 с большой распашной задней дверью

| Модель | Годы производства | Выпущено | Двигатель                                                                                         | Трансмиссия                                                                                       |
| ------ | ----------------- | -------- | ------------------------------------------------------------------------------------------------- | ------------------------------------------------------------------------------------------------- |
| DJ-5A  | 1968—1970         | 24,000   | Chevrolet 153, 2,5 л                                                                              | Powerglide, 2-скор. АКПП                                                                          |
| DJ-5B  | 1970—1972         | 16,000   | AMC I6, 3,8 л                                                                                     | BorgWarner T-35, 3-скор. АКПП                                                                     |
| DJ-5C  | 1973—1974         | 21,000   | AMC I6, 3,8 л                                                                                     | BorgWarner T-35 или M-11, 3-скор. АКПП                                                            |
| DJ-5D  | 1975—1976         | 13,000   | AMC I6, 3,8 л                                                                                     | TorqueFlite A727, 3-скор. АКПП                                                                    |
| DJ-5E  | 1976              | 350      | Gould, Inc. Тяговый двигатель постоянного тока и свинцово-кислотный аккумулятор ёмкостью 18 кВт⋅ч | Gould, Inc. Тяговый двигатель постоянного тока и свинцово-кислотный аккумулятор ёмкостью 18 кВт⋅ч |
| DJ-5F  | 1977—1978         | 6,000    | AMC I6, 3,8 или 4,2 л                                                                             | TorqueFlite A727, 3-скор. АКПП                                                                    |
| DJ-5G  | 1979              | 9,000    | Audi/VW EA831, 2,0 л                                                                              | TorqueFlite A904, 3-скор. АКПП                                                                    |
| DJ-5L  | 1982              | 18,000   | GM Iron Duke, 2,5 л                                                                               | TorqueFlite A904, 3-скор. АКПП                                                                    |
| DJ-5M  | 1983—1984         | 30,000   | AMC I4, 2,5 л                                                                                     | TorqueFlite A904, 3-скор. АКПП                                                                    |

### DJ-5A
DJ-5A был представлен в 1967 году, начиная с системы букв, указывающей на изменения внутри серии. Первоначально производимый компанией Kaiser Co., DJ-5A имел стандартную переднюю часть CJ. Он был оснащён четырёхцилиндровым двигателем Chevrolet 153, который разделял с Nova, и двухступенчатой автоматической трансмиссией Powerglide с Т-образной ручкой, расположенной на полу рядом с водительским сиденьем. Основной кузов представлял собой единое целое, напоминающее более ранний Jeep, оснащённый металлическим жёстким верхом Extreme Cold Weather Enclosure.
В кузове отсутствовали вырезы для задних колёс, что затрудняло замену шин, так как даже когда рама была хорошо оторвана от земли, ось не опускалась достаточно, чтобы шина могла освободить кузов. DJ-5A имел стандартные 15-дюймовые колёса с шинами для легковых автомобилей, без возможности перевозки запасных. В то время как передний бампер был со стандартным дизайном CJ (хотя тоньше и легче оригинала), задний бампер был уникальной конструкции, с одной штампованной деталью, которая проходила по всей ширине автомобиля. На каждом конце был резиновый стопор для раздвижных дверей. Топливный бак на 10 галлонов находился под задней частью кузова, прямо перед бампером.

### DJ-5B

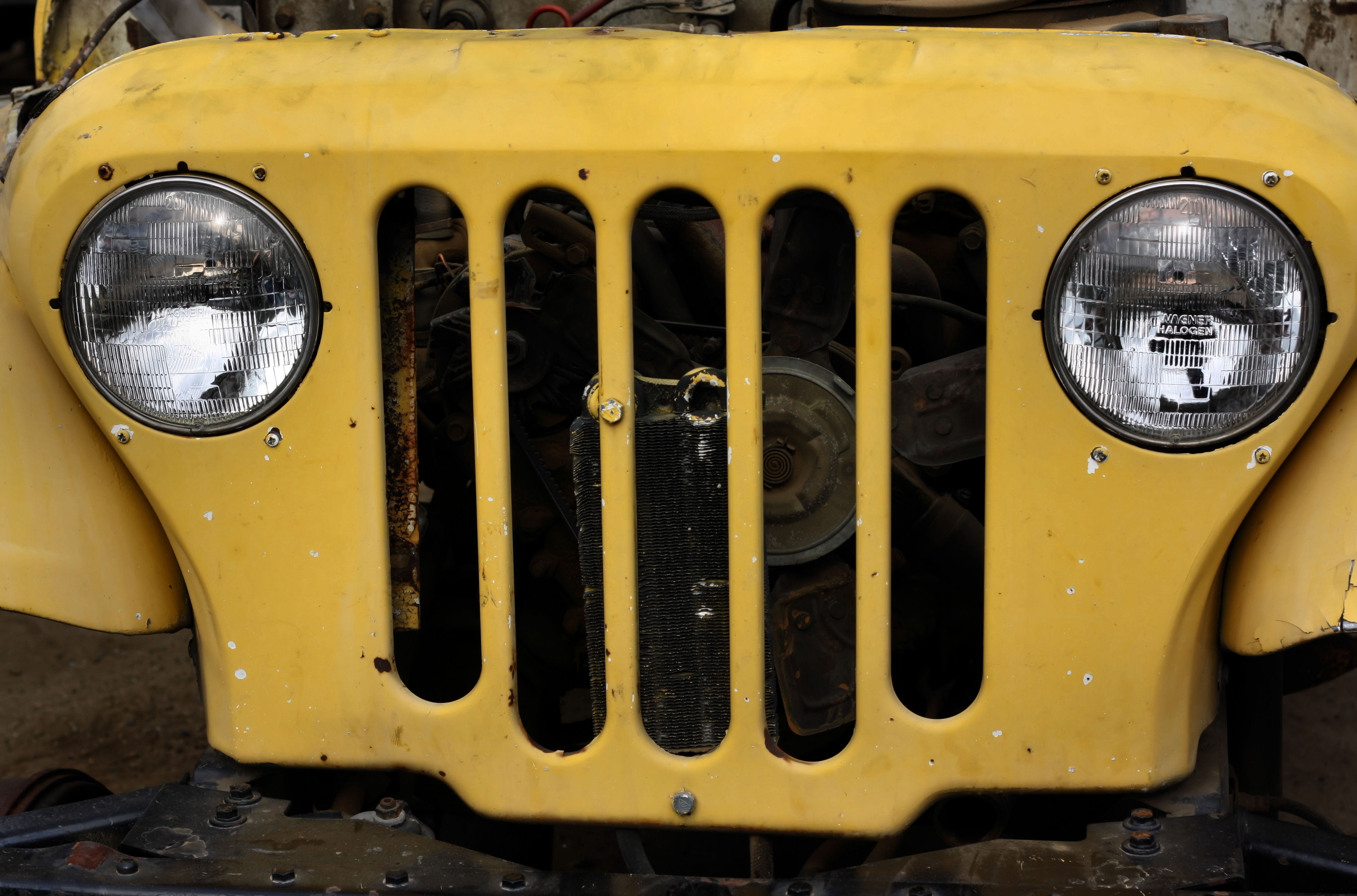
Крупный план решётки DJ-5 с уникальным дизайном на 5 слотов

DJ-5B был представлен в 1970 году. На смену Chevy 153 пришёл рядный 6-цилиндровый двигатель AMC. В 1971 году была представлена уникальная пятислотовая радиаторная решётка без поворотников, которая имелась только у Mail Jeep. Модель 1971 года имеет радиаторную решётку, выходящую за переднюю часть края капота. Это дало больше места для более крупного двигателя и радиатора. Как и DJ-5A, DJ-5B хотя и напоминали серию CJ, но были выпущены как полностью закрытые заднеприводные автомобили со сдвижными боковыми дверями (которые можно было открыть во время движения) и распашной задней дверью. Большинство моделей имели только водительское сиденье и почтовый лоток там, где обычно должно было быть второе сиденье. Одним из улучшений по сравнению с более ранними моделями Jeep была установка задних рессор за пределами рельсов рамы, что обеспечивало большую устойчивость автомобиля с его тяжёлым верхом и закрытым грузовым отсеком, особенно на скоростях шоссе. Большинство моделей также оснащались дифференциалом повышенного трения и усиленным рулевым редуктором. Другие улучшения включают вентиляционное отверстие в крыше и вырезы вокруг задних шин.

### DJ-5E Electruck

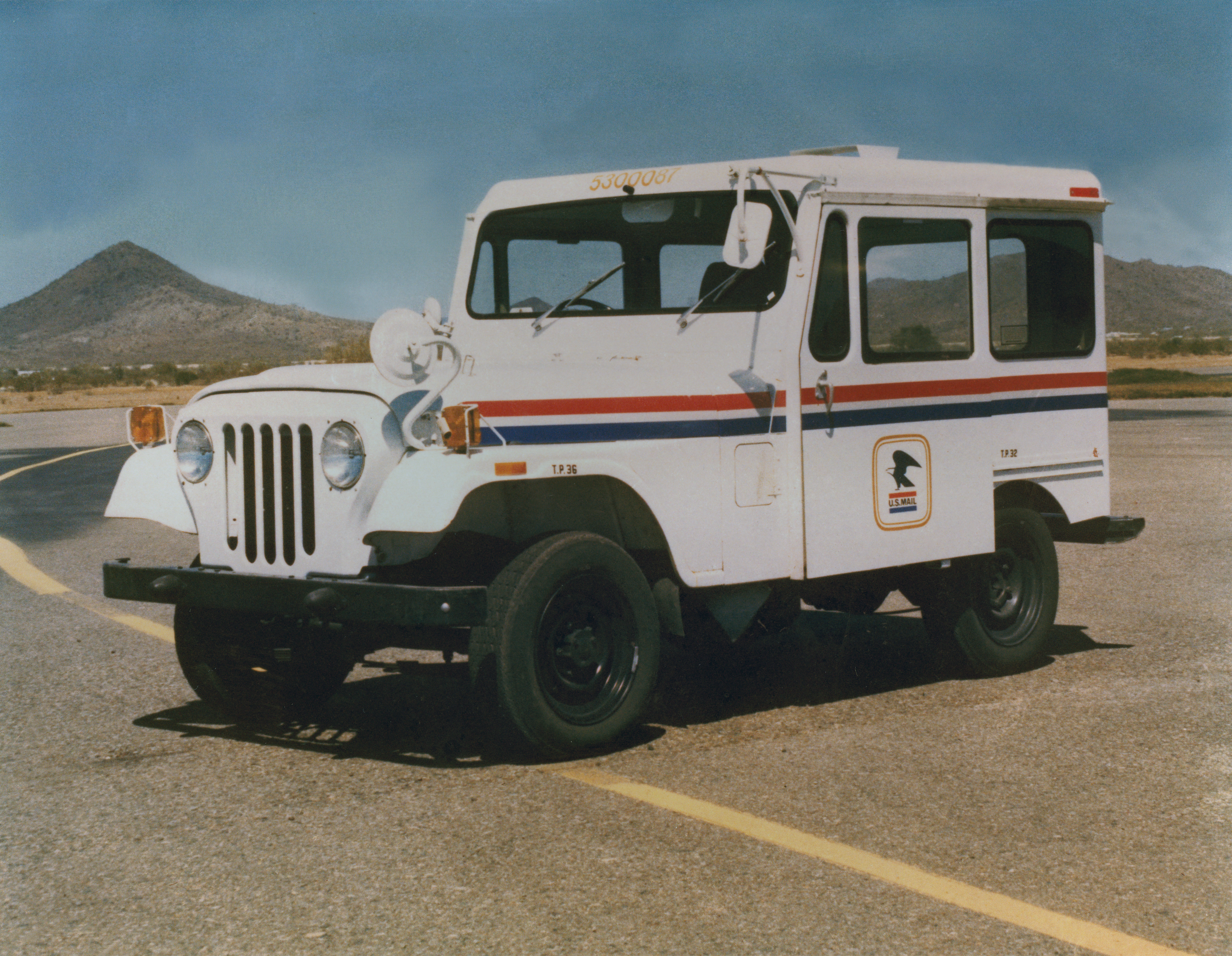
DJ-5E Electruck в ливрее USPS

Компания American Motors экспериментировала с электромобилями и, начиная с 1974 года, начала массовое производство DJ-5E — заднеприводного грузового электромобиля, также известного как Electruck.
Схожий по внешнему виду и большей части своих габаритов, DJ-5E питался от комплекта 27-вольтовых свинцово-кислотных аккумуляторов с 54-вольтовым двигателем постоянного тока мощностью 22 кВт (30 л. с.). Двигатель был установлен на месте обычной трансмиссии с коротким карданным валом к заднему дифференциалу с передаточным числом 5,89:1. В моторном отсеке находился аккумуляторный блок общей ёмкостью 17,8 кВт⋅ч. Аккумулятор автомобиля кремниевый, с выпрямителем и бесступенчато регулируемым электронным модулем производства Gould Electronics, который контролировал направление движения вперёд или назад, обеспечивал рекуперативное торможение и подавал 12-вольтовое питание для аксессуаров и освещения. Максимальная скорость составляла 53—64 км/ч, а запас хода — 47 км.
Анализ, проведённый NASA в 1977 году, показал, что DJ-5E является «самым современным». Почтовая служба США провела «Анализ профиля маршрута», и DJ-5E вернулся с благоприятным вердиктом. Было закуплено 352 автомобиля для доставки почты в городах с сильным загрязнением воздуха. Пять единиц были приобретены Почтой Канады. В общей сложности было выпущено 357 автомобилей Electruck.

## Модельный ряд
- DJ-3A (1955—1965): 2,2-литровый рядный четырёхцилиндровый двигатель Willys Go Devil с L-образной головкой блока цилиндров, трёхступенчатая механическая трансмиссия.
- DJ-5 (1965—1967): 2,2-литровый рядный четырёхцилиндровый двигатель Willys Hurricane с F-образной головкой блока цилиндров, трёхступенчатая механическая трансмиссия.
- DJ-5A (1968—1970): 2,5-литровый рядный четырёхцилиндровый двигатель Chevy Nova, двухступенчатая автоматическая трансмиссия Powerglide.
- DJ-5B (1970—1972): 3,8-литровый рядный шестицилиндровый двигатель AMC, трёхступенчатая автоматическая трансмиссия BorgWarner T-35.
- DJ-5C (1973—1974): 3,8-литровый рядный шестицилиндровый двигатель AMC, АКПП T-35 или M-11.
- DJ-5D (1975—1976): 3,8-литровый рядный шестицилиндровый двигатель AMC, АКПП 727 TorqueFlitec.
- DJ-5E (1976): Electruck Electric.
- DJ-5F (1977—1978): 3,8-литровый или 4,2-литровый двигатель AMC Straight-6, АКПП 727 TorqueFlite.
- DJ-5G (1979): 2,0-литровый рядный четырёхцилиндровый двигатель AMC (Audi), АКПП 904 TorqueFlite, 3,8-литровый либо 4,2-литровый рядный шестицилиндровый двигатель AMC, АКПП 727 TorqueFlite.
- DJ-5L (1982): 2,5-литровый рядный четырёхцилиндровый двигатель GM Iron Duke, трансмиссия Chrysler 904.
- DJ-5M (1983—1984): 2,5-литровый рядный четырёхцилиндровый двигатель AMC, трансмиссия Chrysler 904.